# Datu Hoffer Ampatuan
Datu Hoffer Ampatuan est une localité de la province de Maguindanao, aux Philippines. En 2015, elle compte 25 012 habitants.